# Овчинников, Виктор Петрович
Ви́ктор Петро́вич Овчи́нников (1898—1939) — сотрудник органов охраны правопорядка, начальник МУРа, старший майор милиции (1937). Расстрелян в 1939 году, реабилитирован посмертно. 

## Биография
По национальности русский. С 1933 до 1938 возглавлял МУР. Прославило его раскрытое им и его группой «Мелекесское дело», о чём было доложено лично И. В. Сталину. Оно послужило основанием для награждения начальника МУРа орденом Красной Звезды в Кремле и сюжета детективной истории, описанной Л. Р. Шейниным.
Арестован 23 июля 1938, внесен в сталинский расстрельный список от 30 августа 1938 года. 2 марта 1939 года приговорён к ВМН  Военной коллегией Верховного суда СССР, расстрелян  3 марта 1939.

### Адрес
- Москва, Страстной бульвар, дом 2.

### Звания
- старший майор милиции, 8 февраля 1937.

### Награды
- Орден Красной Звезды;